# Aramakalahalli, Srinivaspur
Aramakalahalli là một làng thuộc tehsil Srinivaspur, huyện Kolar, bang Karnataka, Ấn Độ.